# Rami Syrjä
Rami Petri Syrjä (ur. 30 października 1996) – fiński zapaśnik walczący w stylu klasycznym. Zdobył złoty medal na mistrzostwach nordyckich w 2017 i brązowy w 2018 roku.
Wicemistrz Finlandii w 2018 i trzeci 2016. 